# Navruz Jurakobilov
Navruz Jurakobilov (nascido em 17 de março de 1984) é um judoca usbequistanês que competiu na categoria até 73 km masculino do judô nos Jogos Olímpicos de Verão de 2012 em Londres, sendo eliminado nas oitavas de final pelo Rasul Boqiev.